# Erioscele
Erioscele é um gênero de traça pertencente à família Arctiidae.